# Nedyu Rachev
Nedyu Rachev (em búlgaro:  Недю Рачев, 4 de outubro de 1915 — data de morte desconhecido) foi um ciclista olímpico búlgaro. Representou sua nação nos Jogos Olímpicos de Verão de 1936.